# Charlotte Harbor
Charlotte Harbor ist ein census-designated place (CDP) im Charlotte County im US-Bundesstaat Florida mit 3784 Einwohnern (Stand: Volkszählung 2020).

## Geographie
Charlotte Harbor liegt am Nordufer des Peace River, unmittelbar vor dessen Mündung in die Bucht Charlotte Harbor. Auf der Südseite des Flusses liegt die Stadt Punta Gorda, mit welcher der CDP über zwei rund 2 km lange Brücken des Tamiami Trail (U.S. 41) verbunden ist. Der CDP liegt etwa 150 km südlich von Tampa.

## Demographische Daten
Laut der Volkszählung 2010 verteilten sich die damaligen 3714 Einwohner auf 2736 Haushalte. Die Bevölkerungsdichte lag bei 663,2 Einw./km². 89,3 % der Bevölkerung bezeichneten sich als Weiße, 6,0 % als Afroamerikaner, 0,2 % als Indianer und 1,7 % als Asian Americans. 1,2 % gaben die Angehörigkeit zu einer anderen Ethnie und 1,6 % zu mehreren Ethnien an. 5,6 % der Bevölkerung bestand aus Hispanics oder Latinos.
Im Jahr 2010 lebten in 12,4 % aller Haushalte Kinder unter 18 Jahren sowie 58,3 % aller Haushalte Personen mit mindestens 65 Jahren. 40,2 % der Haushalte waren Familienhaushalte (bestehend aus verheirateten Paaren mit oder ohne Nachkommen bzw. einem Elternteil mit Nachkomme). Die durchschnittliche Größe eines Haushalts lag bei 1,73 Personen und die durchschnittliche Familiengröße bei 2,50 Personen.
11,8 % der Bevölkerung waren jünger als 20 Jahre, 13,9 % waren 20 bis 39 Jahre alt, 19,2 % waren 40 bis 59 Jahre alt und 55,1 % waren mindestens 60 Jahre alt. Das mittlere Alter betrug 64 Jahre. 44,5 % der Bevölkerung waren männlich und 55,5 % weiblich.
Das durchschnittliche Jahreseinkommen lag bei 44.904 $, dabei lebten 10,9 % der Bevölkerung unter der Armutsgrenze.
Im Jahr 2000 war Englisch die Muttersprache von 100 % der Bevölkerung.

## Sehenswürdigkeiten
Am 30. Mai 1997 wurde der Mott Willis Store in das National Register of Historic Places eingetragen.